# Col Bayard

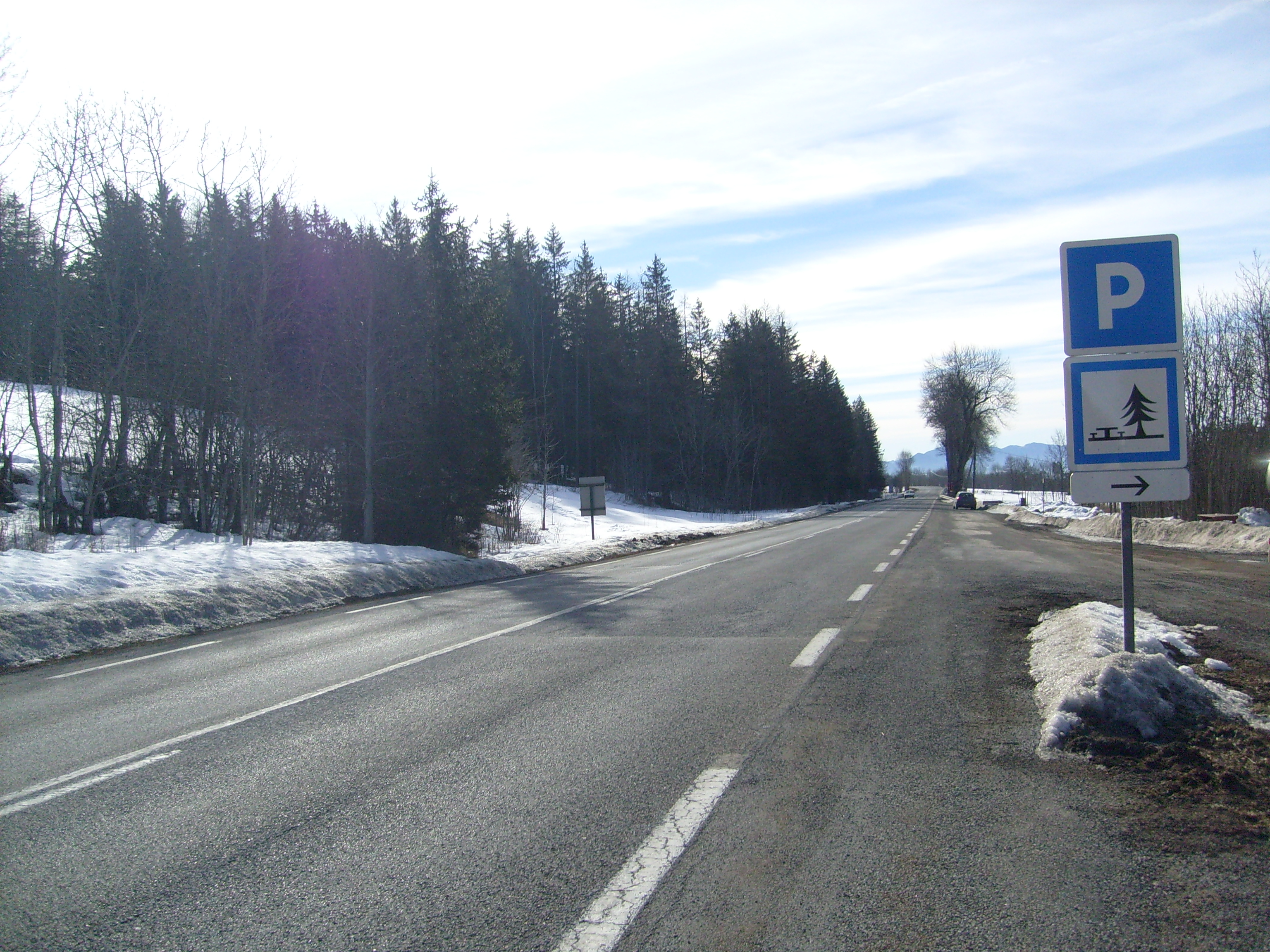
N85, Col Bayard

Col Bayard is een bergpas met een hoogte van 1248 m. De pas maakt deel uit van Route Napoléon, 8 km ten noorden van Gap.
De pas ligt op de waterscheidingslijn van het stroomgebied van de Durance en de Isère.

## Wielrennen
De Col Bayard is in de Ronde van Frankrijk al meermaals beklommen. Het was in 1905 zelfs de eerste Alpencol in de geschiedenis van de Ronde van Frankrijk. Als eerste boven op de Col Bayard waren:
- 1905:  Julien Maitron
- 1906:  René Pottier
- 1907:  Émile Georget
- 1908:  André Pottier
- 1909:  François Faber
- 1910:  Émile Georget
- 1911:  François Faber
- 1912:  Octave Lapize
- 1913:  Gustave Garrigou
- 1914:  Henri Pélissier
- 1919:  Honoré Barthélémy
- 1920:  Firmin Lambot
- 1921:  Léon Scieur
- 1928:  Antonin Magne
- 1929:  Jef Demuysere
- 1930:  Benoît Faure
- 1931:  Antonin Magne
- 1932:  Antonio Pesenti
- 1933:  Giuseppe Martano
- 1934:  Antonin Magne
- 1935:  Gabriel Ruozzi
- 1936:  Pierre Cloarec
- 1937:  Otto Weckerling
- 1954:  Federico Bahamontes
- 1991:  Pello Ruiz Cabestany
- 2015:  Joaquim Rodríguez
- 2024:  Magnus Cort Nielsen